# Vano Merabishvili
Ivane "Vano" Merabishvili  (en georgiano: ივანე "ვანო" მერაბიშვილი) (Región de Samtsje-Yavajeti, 15 de abril de 1968)  es un político georgiano y el noveno primer ministro de Georgia del 4 de julio al 25 de octubre de 2012. Un ex activista, se involucró directamente en la política de Georgia. 1999 y emergió como uno de los miembros más influyentes del gobierno después de la Revolución de las Rosas de 2003, especialmente como ministro del Interior de Georgia entre el 18 de diciembre de 2004 y el 4 de julio de 2012.

## Biografía
Ivane Merabichvili nació en Oude, entonces en la República Socialista Soviética de Georgia, un pueblo ubicado en el departamento de Adigueni de la actual provincia de Samtskhé-Djavakhétie. En 1992, Merabishvili se graduó en topografía en la Universidad Técnica de Georgia. Trabajó en la universidad y luego en el Instituto de Agricultura de Georgia antes de convertirse en director, en diciembre de 1996, de la Asociación para la Protección de los Derechos de los Propietarios, una ONG recién creada. La ONG juega un papel importante en el seguimiento de la legislación sobre el derecho a la propiedad y la reforma agraria.
Merabichvili dejó la ONG en 1999 para presentarse a las elecciones legislativas. Fue elegido para el parlamento en la lista encabezada por Eduard Shevardnadze de la Unión de Ciudadanos de Georgia (SMK). El SMK ganó las elecciones y obtuvo 131 parlamentarios de 235. Merabichvili se convirtió en presidente del comité parlamentario de política económica. Formó parte de un grupo de reformadores que también incluía a Mijeíl Saakashvili, ministro de Justicia, Zourab Jvania, Presidente del Parlamento y Koba Davitachvili. En abril de 2001, en una entrevista con el Washington Post, Merabishvili fue el primero en criticar abiertamente al presidente Shevardnadze (a quien consideraba "cansado", reacio a implementar reformas y cuya campaña anticorrupción solo tenía como objetivo obtener el apoyo de las naciones occidentales). Ante el clamor causado por sus comentarios, en particular su condena por parte de Zourab Jvania, afirma haber sido malinterpretado antes de confirmar que efectivamente se trata de sus comentarios.
En octubre de 2001, Mikheil Saakashvili dejó el SMK y fundó un nuevo partido, el Movimiento Nacional Unido (ENM) opuesto a Shevardnadze. Merabishvili es su secretario general. La coalición que la ENM armó con los demócratas de Nino Bourdjanadze fracasó durante las elecciones legislativas de noviembre de 2003. Pero la oposición denunció el fraude electoral, se manifestó durante varios días y tomó el poder tras la “Revolución de las Rosas”. Saakashvili se convierte en presidente de la República. En enero de 2004, Saakashvili nombró a Merabishvili para los puestos de Asesor de Seguridad Nacional y Presidente del Consejo de Seguridad Nacional.  En junio fue nombrado ministro de Seguridad del Estado. En diciembre de 2004, tras una reorganización, Merabichvili también asumió la cartera de Policía, Seguridad Pública y Asuntos Internos. Su trabajo en la reforma policial y la lucha contra la corrupción le ha valido elogios de instituciones internacionales. También es criticado por el uso excesivo de la violencia en su lucha contra el crimen.
Los métodos de Merabichvili son aún más cuestionados durante el asesinato de Sandro Girgvliani. Girgvliani, un banquero de 28 años, se peleó con altos funcionarios del ministerio y la esposa de Merabichvili, Tako Salakaia, en un bar de moda en Tbilisi en enero de 2006. Al salir del bar, fue secuestrado y asesinado a tiros. Un testigo reconoce entre los secuestradores a miembros del ministerio de Merabishvili. Merabishvili anuncia una investigación pero muchos diputados dudan de su voluntad de llevar a cabo esta investigación correctamente y piden su renuncia. Se cuestionan varios otros asesinatos sospechosos, en particular el del policía Gia Telia. En marzo de 2006, los funcionarios públicos fueron imputados, pero la oposición exigió que los principales también fueran imputados. La exministra de Relaciones Exteriores, Salomé Zurabishvili, apoya a la oposición y exige que se lleve a cabo un juicio real. Algunos altos funcionarios implicados renuncian a sus cargos. Se llevó a cabo un juicio en junio y julio de 2006, pero la oposición unida, así como el ministro de Resolución de Conflictos Giorgi Khaindrava (despedido poco después) y el embajador de los Estados Unidos criticaron la imparcialidad de este juicio. A pesar de las numerosas demandas de renuncia, las críticas a la imparcialidad del juicio y las dudas sobre las ejecuciones extrajudiciales, Saakashvili mantuvo su confianza en Merabishvili.
En mayo de 2006, el juicio de un policía responsable del asesinato de Amiran Robakidze, de 19 años, volvió a ser motivo de protestas contra los métodos empleados por el Ministerio del Interior (uso de la violencia, fabricación de pruebas, propaganda a través de la Rustavi 2 canales). Pero Merabishvili sostiene que no renunciará. Merabishvili es luego criticado por la represión violenta de manifestaciones pacíficas de oposición en 2007 y 2010. Merabishvili se convierte gradualmente en una de las figuras más influyentes del gobierno. Obtuvo el control de los guardias fronterizos y se ocupó de la distribución de ayuda humanitaria a los refugiados y de la reconstrucción de posguerra en Osetia del Sur. El 30 de junio de 2012, el presidente Saakashvili nombró a Merabichvili como primer ministro tras destituir a Nikoloz Guilaouri. El Parlamento aprueba este nombramiento el 4 de julio.